# Springcreekite
La springcreekite è un minerale appartenente al supergruppo dell'alunite, gruppo della plumbogummite descritto nel 1999 in base a un ritrovamento avvenuto nel 1984 fra gli scarti della miniera di rame di Spring Creek nei pressi di Wilmington, regione di Flinders Ranges, stato dell'Australia Meridionale, Australia. Il nome è stato attribuito in riferimento alla località di ritrovamento. È il primo minerale del supergruppo dell'alunite contenente vanadio.

## Morfologia
La springcreekite è stata scoperta sotto forma di piccoli cristalli di dimensione inferiore a 0,1 mm di forma romboedrica pseudocubica.

## Origine e giacitura
La springcreekite è stata trovata associata a quarzo, rame nativo, cuprite, goethite, whitlockite, mitridatite e bariosincosite. Si è formata probabilmente per cristallizzazione di soluzioni idrotermali a bassa temperatura.